# Gyula Zsengellér
Gyula Zsengellér (Cegléd, 27 de dezembro de 1915 - Nicósia, 29 de março de 1999) foi um futebolista húngaro, considerado uma das maiores lendas do Újpest FC, onde disputou 303 partidas e marcou 368 gols. Ele também destacou-se por integrar a Seleção Húngara de Futebol vice-campeã da Copa do Mundo FIFA de 1938.

## Carreira

### Clubes
Gyula também disputou 325 partidas no Campeonato Húngaro de Futebol e marcou 387 gols entre 1935 e 1947, tornando-se assim o terceiro maior da história. Iniciou sua carreira profissional no modesto Salgotarjani TC, tendo transferindo-se para o Újpest FC em 1936. Zsengellér ficou 11 anos no clube onde tornou-se ídolo, até partir para a AS Roma. Na virada da década foi para o Associazione Calcio Ancona e encerrou sua carreira profissional em 1952 no time colombiano Deportivo Samarios.
Ele foi o artilheiro da Liga Húngara em cinco temporadas: 1938, 1939, 1943, 1944 e 1945. Conquistou o prêmio Bota de Ouro Europeu em 1939 e 1945. Após encerrar a carreira como jogador, Gyula iniciou uma longa e sucessiva carreira como técnico, trabalho na Itália e no Chipre. Venceu o Campeonato Cipriota de Futebol com o Pezoporikos Larnaca em 1954 e a Copa do Chipre com o APOEL FC em 1976. Assumiu o comando da Seleção Cipriota de Futebol entre 1958 e 1959. Faleceu em 1999 com 83 anos.

### Seleção Húngara
Sua primeira partida internacional aconteceu em 2 de dezembro de 1936, quando a Hungria perdeu de 6-2 para a Inglaterra. No total, ele jogou 39 partidas pela Seleção e anotou 33 gols. Zsengellér é o oitavo maior artilheiro da seleção Hungria de todos os tempos.
Pela Seleção Húngara de Futebol vice-campeã da Copa do Mundo FIFA de 1938. onde foi o segundo maior artilheiro, atrás de Leônidas da Silva, do Brasil. marcou um hat trick no jogo contra a Suécia.